# Scapastathes violaceipennis
Scapastathes violaceipennis là một loài bọ cánh cứng trong họ Cerambycidae.